# Behaarter Mohn
Der Behaarte Mohn (Papaver pilosum) ist eine Pflanzenart aus der Mohn (Papaver) innerhalb der Familie der Mohngewächse (Papaveraceae). Er ist in der Türkei beheimatet. Er ist dem Papaver spicatum, einer weiteren türkischen Mohnart, sehr ähnlich.

## Beschreibung

### Vegetative Merkmale
Die ausdauernde krautige Pflanze erreicht Wuchshöhen bis 60 Zentimeter. Je Pflanzenexemplar werden mehrere aufrechte oder aufsteigende, verzweigte Stängel gebildet. An der Basis der Pflanze entwickelt sich ein Büschel hellgrüner, leicht bläulicher Blätter. Die behaarten Laubblätter sind bei einer Länge von bis zu 15 Zentimetern lanzettlich mit gezähntem Rand.

### Generative Merkmale
Die Blütezeit reicht von Mai bis Juni. Am Ende der Stängel befinden sich jeweils zwei aufrechte Blüten. An den drahtartigen, behaarten Blütenstielen, am Ende der Stängel, bildet sich die nach unten geneigte Blütenknospe. Die zwittrige Blüte ist radiärsymmetrisch. Die vier blass-orangen Kronblätter überlappen sich und wirken wie zerknittertes Papier; manchmal bildet sich in ihnen ein weißlicher Basisfleck.
Dicht um den Fruchtknoten herum sitzen die vielen Staubblätter mit den gelben Staubbeuteln. Der oberständige Fruchtknoten ist oben mit bis zu acht Strahlen versehen.
Aus den Öffnungen unter dem Deckel der schlanken, länglich keulenförmigen Porenkapsel entweichen die sehr kleinen Samen, wenn die Pflanze im Wind schwankt. Die Verbreitung der Samen geschieht über Windausbreitung.

## Chromosomenzahl
Die Chromosomenzahl beträgt 2n = 28.

## Ökologie
Die Bestäubung erfolgt durch Insekten oder durch Selbstbestäubung. Die Blüten folgen im Laufe des Tages dem Sonnenstand.

## Vorkommen
Der Behaarte Mohn ist in der Türkei in den Florengebieten Bithynien und Galatien beheimatet.
Dort findet man ihn in Gebirgen auf felsigen Böden an sonnigen bis halbschattigen Plätzen.

## Verwendung
Der Behaarte Mohn wird manchmal als Zierpflanze in Steingärten genutzt. Die sehr kälteresistente Pflanzenart gedeiht auf durchlässigen, nicht zu feuchte Böden an halbschattigen Standorten am besten. Für die weitere Vermehrung sorgt die Pflanze durch Selbstaussaat meist selber.

## Inhaltsstoffe
Der Milchsaft der Kapselfrucht enthält giftige Isochinolin-Alkaloide, unter anderem das Glaucin, Für die Herstellung von Betäubungsmitteln und insbesondere für die Herstellung von Opium hat die Art keine Bedeutung.